# Wittevrouwen
Wittevrouwen is een buurt gelegen in de wijk Noordoost van de Nederlandse stad Utrecht. In vroegere eeuwen was Wittevrouwen een buitengerecht binnen de stadsvrijheid. Tevens was het vanaf 1573 tot 1795 een wijk onder deze noemer, die in de opvolgende periode tot 1898 Wijk I heette.

## Geografie
Het gebied wordt begrensd door de Biltsche Grift in het noorden en oosten, de Biltstraat in het zuiden en de Wittevrouwensingel en het Griftpark in het westen. De buurt grenst direct aan de binnenstad en aan de buurten Buiten Wittevrouwen in de wijk Oost, Zeeheldenbuurt en de Vogelenbuurt aan de andere zijde van het Griftpark. De Zeeheldenbuurt wordt overigens door de bewoners vaak ook tot Wittevrouwen gerekend.

## Geschiedenis

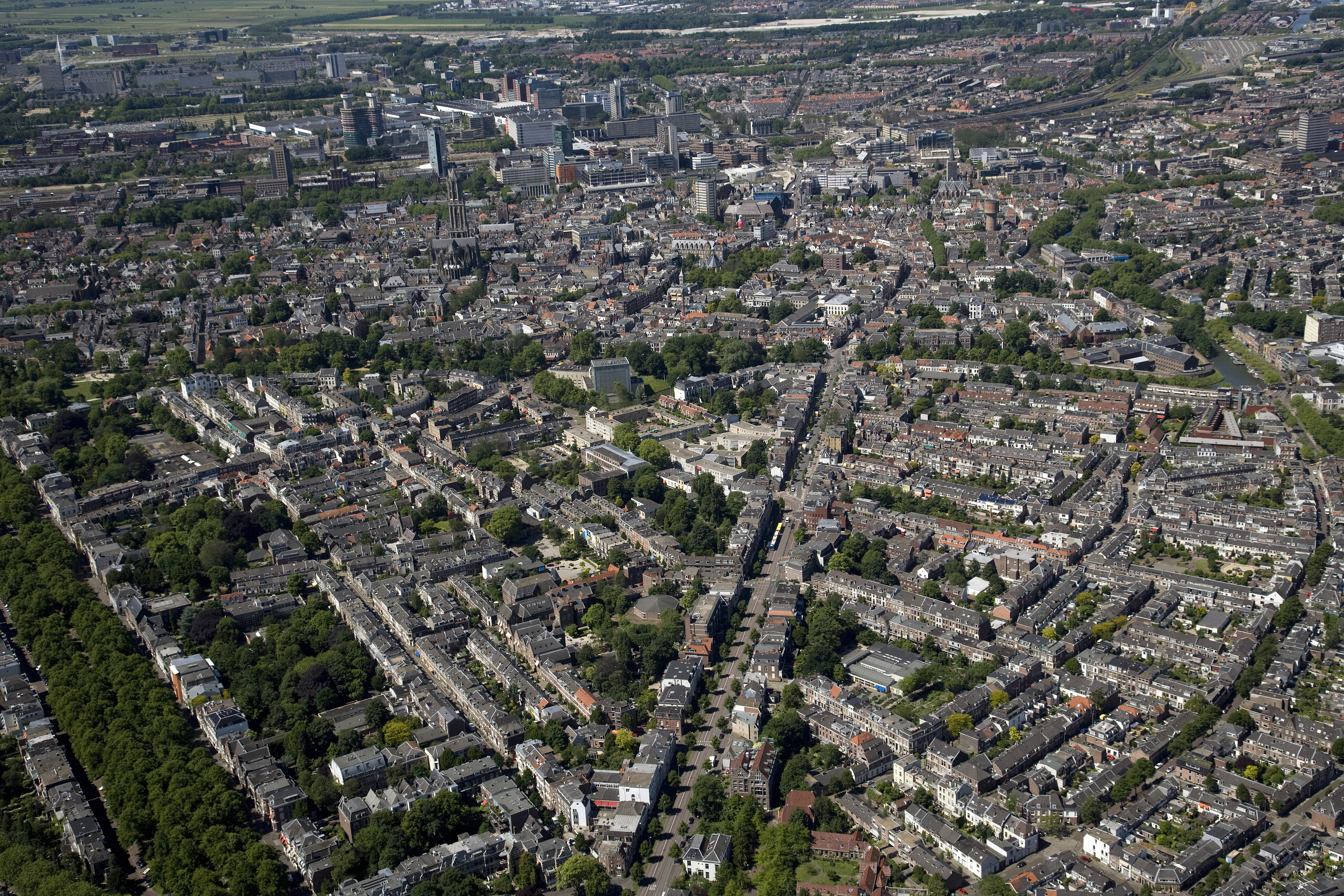
Luchtfoto met op de voorgrond Wittevrouwen (rechts) en het aangrenzende Buiten-Wittevrouwen (links)

De buurt is genoemd naar het klooster van zusters die leefden volgens de regel van de heilige Norbertus. Bij dit klooster ging het waarschijnlijk formeel niet om Norbertinessen maar het onderscheid was niet groot. Het klooster werd ook wel het Wittevrouwenklooster genoemd naar de kleur van het habijt van de nonnen. Dit klooster stond in de Middeleeuwen in het noordoostelijke deel van de ommuurde stad en bevond zich ter hoogte van de Ridderschapstraat. Na de overgang van het Utrechtse stadsbestuur naar de Reformatie, in 1580, kwam geleidelijk aan een einde aan het bestaan van het convent. In de jaren die erop volgden werd het klooster geleidelijk aan met de grond gelijk gemaakt. De stadspoort aan het einde van de Wittevrouwenstraat werd, naar het klooster, de Wittevrouwenpoort genoemd. De Wittevrouwenpoort bood toegang tot de stad en vormde het eindpunt van een eeuwenoude route tussen De Bilt en Utrecht, de Biltse Steenstraat, later Biltstraat genoemd. In de 17e eeuw werd de middeleeuwse poort vervangen door een nieuw exemplaar naar ontwerp van de beroemde architect Pieter Post; deze poort, waarvan nog foto's bewaard zijn gebleven, werd pas in de tweede helft van de 19e eeuw gesloopt. Voor de stedelijke autoriteiten zoals de beambten die de accijnzen inden, werd daarna een kantoortje gebouwd dat tot in de late 20e eeuw nog als politiepost fungeerde. In de Middeleeuwen lag ten oosten van de Wittevrouwenpoort een voorstad met de Gildpoort als toegangspoort, gelegen ter hoogte van de tegenwoordige Museumbrug.
Behalve wat bebouwing langs de Biltstraat was het gebied van belang vanwege de aanwezigheid sinds de middeleeuwen van het Heilig Kruis Gasthuis (ter hoogte van de Kruisstraat en de Gasthuisstraat) en van verschillende kleine buitenplaatsen zoals Gildesteijn (vanwaaruit de latere Veeartsenijkundige Hogeschool langs de Grift zou ontstaan). Momenteel is de eerste nog bewaard gebleven buitenplaats - naast het Huis Gildestein) het Huis de Oorsprong aan het Oorsprongpark - meteen het begin van de zogenaamde Stichtse Lustwarande, de reeks van buitenplaatsen van Utrecht richting De Bilt, Zeist en verder.
De buurt die net buiten de stadspoorten lag, werd vernoemd naar de poort, met de naam Buiten (de) Wittevrouwen; in de 20e eeuw werd het enkel Wittevrouwen, maar daarmee werd uiteindelijk enkel de wijk benoorden de Biltstraat bedoeld. In de tweede helft van de 20e eeuw kwam daarop weer de oude naam Buiten Wittevrouwen in zwang voor het deel (grosso modo) van de stad tussen Biltstraat, Maliebaan en Nobelstraat. Met name in de 19e eeuw werd de stad binnen de poorten steeds voller en nam de lintbebouwing langs de Biltstraat - het begin van een belangrijke doorgaande route naar het oosten van het land - toe.
In het midden van de 19e eeuw werden de kleinere straten en hofjes aangelegd, die werden bebouwd met voornamelijk arbeiderswoningen en middenstandswoningen die de buurt zijn karakteristieke uiterlijk geven. Deze woningen bestonden uit een woonlaag op de begane grond waarboven een enkele 'slaapzolder' onder een mansardedak. Langs de hoofdroutes werden in dezelfde periode grotere huizen gebouwd voor de middenstand en de gegoede burgerij.
Rond 1900 was min of meer de gehele huidige buurt Wittevrouwen bebouwd. Honderd jaar later is het merendeel van de oorspronkelijke bebouwing nog intact.
Vanaf 1819 was aan de Biltse Grift, voorheen Oude Vecht genoemd, aan de noordzijde van de Biltstraat, de opleiding voor veeartsenij gevestigd. Aanvankelijk een beroepsopleiding op wat nu MBO-HBO-niveau zou zijn, werd het uiteindelijk een academisch instituut (de Rijks Veeartsenijkundige Hogeschool) met daaraan gekoppelde MBO-instellingen (zoals de Rijkshoefsmederijschool) die werd gehuisvest in gebouwen en stallen in diverse bouwstijlen. Een deel is in de jaren 80 en 90 van de 20e eeuw gesloopt ten behoeve van nieuwe woonflats. Op het terrein binnen de bocht van de Grift werden rond 1920 twee gebouwen gerealiseerd naar ontwerp van de adjunct-Rijksbouwmeester der Landsgebouwen Joseph Crouwel in Amsterdamse Schoolstijl. ook aan de overzijde van de Grift ontwierp Crouwel een gebouw in deze stijl, de Kliniek voor Kleine Huisdieren. Begin 20e eeuw was door een andere Rijksbouwmeester, Cornelis H. Peters, een groot aantal gebouwen in neo-laatgotische dan wel neorenaissancestijl opgetrokken, de Rijksarchitectuur bij uitstek in die periode. Nadat de ondertussen tot Faculteit Diergeneeskunde van de Utrechtse Universiteit getransformeerde opleiding in 1981 naar het universiteitscentrum De Uithof was verhuisd, werd het heringericht als woongebied met culturele functies waarvan De Paardenkathedraal een goed voorbeeld is.
De buurt herbergde lange tijd de Gemeentelijke Gasfabriek. Na de sloop daarvan in 1960 bleek de grond sterk verontreinigd. Op dit terrein werd het Griftpark ingericht.
In 1858 werd het Ooglijdersgasthuis aan de F.C. Dondersstraat geopend. Later in de 19e eeuw volgde een grootschalige nieuwbouw voor dit instituut (geopend 1894), naar ontwerp van architect D. Kruijf (van het "Bureau van de Rijksbouwkundige voor de Gebouwen van Onderwijs enz."). Ook dit instituut vertrok uiteindelijk naar Universiteitscentrum De Uithof om op te gaan in het Universitair Medisch Centrum. In het oude gebouw is nu een onderdeel van de Hogeschool van Utrecht gevestigd.
Tegenwoordig is de wijk gewaardeerd en geliefd, maar rond de jaren zeventig waren er gemeentelijke ideeën om de kleine arbeiderswoningen - een flink aantal had bijvoorbeeld nog een 'toilet' in de tuin - te vervangen door nieuwbouw. Geldgebrek verhinderde verdere uitwerking van deze ideeën. Nadat een aantal woningen door de 'creatieve klasse' waren gekocht, begon het aanzien van de wijk te veranderen. Een aantal huizen werd opgeknapt en kreeg een totaal nieuw uiterlijk. De gemeente was er niet altijd blij mee. De wijk moest bijvoorbeeld een actie voeren "Laat Wittevrouwen zijn kleuren behouwen" toen de gemeente de bonte schakering van huis- en deurkleuren wilde verbieden. In de 21e eeuw zijn veel van de arbeidershuisjes van weleer grondig verbouwd en gemoderniseerd en is de hippieachtige uitstraling van de tachtiger jaren weer verminderd.

## Bijzondere plaatsen
- Griftpark
- Paardenkathedraal
- stadstuin de Bikkershof
- Het voormalige huis van Theo Lutters aan de F.C. Dondersstraat 7
- Ooglijdersgasthuis (Utrecht) aan de F.C. Dondersstraat 65
- Politiebureau Wittevrouwen
- Zwembad O.Z.E.B.I.
- De Bouwsteen (ook wel Bouwstraatschool genoemd)

## Bereikbaarheid
Wittevrouwen ligt aan een belangrijke busroute, namelijk de HOV-baan van het station Utrecht Centraal naar de universiteit en het Universitair Medisch Centrum in De Uithof. Hier stoppen verschillende buslijnen, zowel stadsbussen als streekbussen (U-OV) van/naar Zeist en de Utrechtse Heuvelrug.
Wittevrouwen ligt verder nabij de afslag Veemarkt (het complex waarheen, in 1970, de Utrechtse veemarkten zijn verplaatst) aan de A27 (Almere - Breda), die de oostelijke ringweg van Utrecht vormt.